# Dagny
Dagny és un municipi francès, situat al departament de Sena i Marne i a la regió de Illa de França. L'any 2007 tenia 340 habitants.
Forma part del cantó de Coulommiers, del districte de Meaux i de la Comunitat de comunes del Pays de Coulommiers.

## Demografia

### Població
El 2007 la població de fet de Dagny era de 340 persones. Hi havia 108 famílies, de les quals 20 eren unipersonals (4 homes vivint sols i 16 dones vivint soles), 40 parelles sense fills i 48 parelles amb fills.
La població ha evolucionat segons el següent gràfic:
Habitants censats

### Habitatges
El 2007 hi havia 135 habitatges, 119 eren l'habitatge principal de la família, 9 eren segones residències i 7 estaven desocupats. 130 eren cases i 4 eren apartaments. Dels 119 habitatges principals, 104 estaven ocupats pels seus propietaris, 9 estaven llogats i ocupats pels llogaters i 6 estaven cedits a títol gratuït; 6 tenien dues cambres, 17 en tenien tres, 17 en tenien quatre i 79 en tenien cinc o més. 96 habitatges disposaven pel capbaix d'una plaça de pàrquing. A 41 habitatges hi havia un automòbil i a 67 n'hi havia dos o més.

### Piràmide de població
La piràmide de població per edats i sexe el 2009 era:
| Homes | Edats   | Dones |
| ----- | ------- | ----- |
| 0     | 95 o +  | 0     |
| 0     | 90 a 94 | 0     |
| 4     | 85 a 89 | 0     |
| 0     | 80 a 84 | 8     |
| 0     | 75 a 79 | 8     |
| 4     | 70 a 74 | 0     |
| 4     | 65 a 69 | 8     |
| 16    | 60 a 64 | 4     |
| 8     | 55 a 59 | 12    |
| 12    | 50 a 54 | 12    |
| 20    | 45 a 49 | 20    |
| 12    | 40 a 44 | 12    |
| 12    | 35 a 39 | 8     |
| 8     | 30 a 34 | 12    |
| 16    | 25 a 29 | 8     |
| 8     | 20 a 24 | 12    |
| 28    | 15 a 19 | 8     |
| 16    | 10 a 14 | 20    |
| 12    | 5 a 9   | 12    |
| 4     | 0 a 4   | 0     |

## Economia
El 2007 la població en edat de treballar era de 214 persones, 158 eren actives i 56 eren inactives. De les 158 persones actives 152 estaven ocupades (82 homes i 70 dones) i 6 estaven aturades (1 home i 5 dones). De les 56 persones inactives 12 estaven jubilades, 28 estaven estudiant i 16 estaven classificades com a «altres inactius».

### Ingressos
El 2009 a Dagny hi havia 115 unitats fiscals que integraven 333 persones, la mediana anual d'ingressos fiscals per persona era de 20.712 €.

### Activitats econòmiques
Dels 12 establiments que hi havia el 2007, 1 era d'una empresa extractiva, 3 d'empreses de construcció, 4 d'empreses de comerç i reparació d'automòbils, 1 d'una empresa de transport, 1 d'una empresa immobiliària i 2 d'empreses de serveis.
Dels 3 establiments de servei als particulars que hi havia el 2009, 1 era un paleta, 1 lampisteria i 1 electricista.
L'any 2000 a Dagny hi havia 3 explotacions agrícoles que ocupaven un total de 393 hectàrees.

## Equipaments sanitaris i escolars
El 2009 hi havia una escola elemental integrada dins d'un grup escolar amb les comunes properes formant una escola dispersa.

## Poblacions més properes
El següent diagrama mostra les poblacions més properes.